# Cattleya luteola
|                  |
| Cattleya luteola |

Cattleya luteola é uma espécie de pequeno porte que vegeta no Amazonas e Peru. Rizoma alongado e rasteiro de onde se erguem os pequenos e finos pseudobulbos de dez centímetros de altura, encimados por uma única folha alongada e obtusa em cuja base aparece uma pequena espata. Racimos florais de duas a oito flores. Flor de cinco centímetros de diâmetro, de cor amarelo-esverdeada. Labelo com fauce mais clara, maculada ou não de púrpura.
Floresce no inverno.
Sua cultura não é muito fácil.

## Sinónimos
| - Epidendrum luteolum (Lindl.) Rchb.f. 1861 - Cattleya epidendroides Rchb.f. 1856 - Cattleya flavida Klotzsch 1856 - Cattleya holfordii Rchb.f. 1856 | - Cattleya meyeri Regel 1856 - Cattleya modesta Mey. ex Regel 1856 - Cattleya luteola var. roezlii Rchb.f. 1881 |